# Saha-gu
Saha-gu (koreanska: 사하구) är ett av de 15 stadsdistrikten (gu) i staden Busan i sydöstra Sydkorea, 300 km sydost om huvudstaden Seoul.

## Administrativ indelning
Saha-gu består av 16 stadsdelar (dong).

- Dadae1-dong
- Dadae2-dong
- Dangni-dong
- Gamcheon1-dong
- Gamcheon2-dong
- Goejeong1-dong
- Goejeong2-dong
- Goejeong3-dong
- Goejeong4-dong
- Gupyeong-dong
- Hadan1-dong
- Hadan2-dong
- Jangnim1-dong
- Jangnim2-dong
- Sinpyeong1-dong
- Sinpyeong2-dong